# 大城情事
《大城情事》是马来西亚电视台ntv7和新加坡新传媒联合制作的马来西亚剧集，翻拍自新传媒一姐郑惠玉和新传媒当家小生郑斌辉主演的新传媒剧集《家事》。

## 故事大纲
洪泉和萍姨夫妻膝下育有三男二女，经营“阿洪蛋糕店”的洪泉有心脏病，在店内擔任其帮手的萍姨常逼丈夫运动保健，免得卧病在床连累妻儿。萍姨这个贤内助有手好厨艺，喜欢弄手好菜让儿女子孙回家吃饭，识大体的萍姨也是镇得住一家大小的贤妻严母。
洪家长男家文35岁，性格软弱怕事。这个做二手建筑承包商的老好人常吃亏，对工人和“女佣”陆秀美来说他是个有同情心的好老板，可是在老婆眼中却是个不懂争取利益的窝囊废。陆阿玲这个巴辣的大媳妇一直逼老公买新公寓，家文为偿还房期承包更多工程，赶工搞到胃溃疡。阿玲还误当丈夫得了胃癌，两夫妻虽常吵架却很恩爱。阿玲认定阿洪蛋糕店是个挖不完的金库，因此要怡保出来工作的亲戚秀美当廉价女佣，在家照顾女儿小芳。表面上阿玲不斤斤计较工资在蛋糕店内帮手，其实常“三只手”偷店里的钱。
洪家次男家康29岁，排行老三，娶漂亮“女强人”（酒店公关经理）冯雨涵为妻。雨涵始终不肯怀孕，喜欢孩子的家康只好忍让。家中大小事都由雨涵作主，家康虽乐的有老婆拿主意，又暗抱怨被妻子掌控大权。因雨涵意外怀孕后竟为了公事搞到流产，家康赌气的和妻子冷战，出差公干时又遇到对他有好感的“商界助理”姚珊珊，家康把持不住下终于出轨。珊珊是个温柔的传统女性，这给家康完全不同的感受。家康虽对雨涵深感内疚，可是优柔寡断的他又不忍离开善良的珊珊，雨涵得知丈夫有外遇后断然签字离婚。
从外国来的“洋派”上司阿伦狂追雨涵，得知雨涵有了家康的骨肉，更表明愿意当孩子的父亲。洪家的人虽反对家康和珊珊在一起，却因为洪泉心脏病发时，懂得护理的珊珊救了洪泉一命，洪家的人也开始接受珊珊。在知悉雨涵生下家康的孩子后，洪家老小又希望雨涵能和家康复合。珊珊发现家康对雨涵始终无法忘怀，终于忍痛离开。有过婚外情的家康希望得到雨涵的原谅，雨涵却没法相信家康所作的承诺。
排行第四的洪家俊26岁，一直暗恋雨涵。他在一次踩脚踏车出意外时先认识了雨涵，因为身在医院而让二哥捷足先登，出院时雨涵已成了自己二嫂。家俊只能用关心家人的姿态接近心仪的雨涵，还为了雨涵受委屈和家康大打出手。家俊在雨涵婚变后立刻表白却遭到拒绝，才恍然雨涵一直当他是亲弟弟。家俊大学毕业后于金融界投资部门任职，一直是优等生的家俊联合“不择手段”往上爬的金花，在办公室斗争中互相扶持对方，对抗公司中的“牛鬼蛇神”，家俊感情上失意于雨涵，却从金花的肉体上取得满足。出身卑微的金花有个当「大耳窿」（放高利貸者）的哥哥阿炮，兄妹都是为利益连亲生父母都可以不相认的不孝子女。当金花发现将退休的江氏企业主席，还有个没暴露身份的“私生子”伟业，这个懂得抓住机会的女人耍尽手段，扮纯情女讨好当时当杂役的伟业。可是伟业是个不能原谅别人欺骗自己的人，所以金花视曾和自己有一手的家俊为“眼中钉”。當得知家俊挪用公款炒作股票亏了一大笔钱、并向阿炮借高利貸，金花毫不顾念旧情的举报。金花陷害家俊啷当入狱后，终于“如愿以偿”当上江氏企业的主席夫人。
二姐洪淑贤年过30未嫁，开新娘礼服店的她曾被旧情人在结婚前夕悔婚，遇到年轻的设计师思宇后，被对方艺术家的气质深深吸引。思宇主动和淑贤发展这段“姐弟恋”，淑贤相信思宇有才华，不断拿钱帮思宇创业，最后发现思宇其实是个不肯脚踏实地的寄生虫，但泥足深陷的淑贤仍毅然嫁之。在花光所有储蓄时，思宇还偷了妻子卖礼服店应急的钱到外地挥霍。淑贤想摆脱思宇“攀藤”般的纠缠，思宇竟以淑贤不支持他的理想闹着要跳楼自杀。淑贤已看清这个男人，只能心灰意懒的打开家里的窗口…。
幺女洪淑慧是个开放的新女性，23岁的她为了和家人吵架就离家出走，还和已婚上司披得搞出婚外情，得知披得为了道义不忍离开老婆和孩子后毅然辞职。敢怒敢言的个性让淑慧看不惯大嫂阿玲刻薄女佣秀美的行径，常为了口舌之争和霸道的大嫂“刀来剑往”的。萍姨疼惜这个少不更事的小女儿，只能扮演“和事佬”。淑慧像长大的小鸟想飞得更高更远，所以出国工作，回国时却带了个洋女婿Ford回来。洪泉和萍姨本不接受女儿没通知家人就结婚，见Ford是个好学的老实人，也解开女儿和异族通婚的心结。洪泉教Ford学做洪家的“蛋糕”，刚好家俊出狱后需要工作，一家人同心协力的重振旗鼓，一起经营新式的面包蛋糕店。

## 演员表

### 主要演员
- 张耀栋 饰 洪家康(老三)
- 曾诗梅 饰 冯雨涵
- 钟晓玉 饰 姚珊珊

### 其他演员
- 章缜翔 饰 洪家俊(老四)
- 梁丽芳 饰 吴金花
- 黄志强 饰 洪家文(老大)
- 林韦吩 饰 陆阿玲
- 童　欣 饰 洪淑贤(老二)
- 余丽莎
- 黄明慧 饰 洪淑慧(老幺)
- 周全喜
- 盛志炜
- 邬启明 饰 梁思宇
- 袁绵伦
- 谢雯惠

## 收视
雖然在马来西亚的收视率高达13点。但此劇不受观众的青昧。因为《家事》曾在ntv7播出。
| 新加坡 新傳媒8頻道 （星期一到星期五 19:00到20:00）節目 | 新加坡 新傳媒8頻道 （星期一到星期五 19:00到20:00）節目 | 新加坡 新傳媒8頻道 （星期一到星期五 19:00到20:00）節目 |
| ------------------------------------------------------ | ------------------------------------------------------ | ------------------------------------------------------ |
|                                                        | 大城情事 （2008年9月23日-2008年11月3日）               |                                                        |
| 爱在你左右 （2008年8月18日-2008年9月22日）             | [[ ]] （2008年11月4日-2008年12月1日）                  |                                                        |

| 马来西亚 Ntv7 （星期一到星期五 22:00到23:00）節目 | 马来西亚 Ntv7 （星期一到星期五 22:00到23:00）節目 | 马来西亚 Ntv7 （星期一到星期五 22:00到23:00）節目 |
| ------------------------------------------------- | ------------------------------------------------- | ------------------------------------------------- |
|                                                   | 大城情事 （2008年2月11日-2008年4月2日）           |                                                   |
| 愛在你左右 （2007年12月17日-2008年2月7日）        | 情牽南苑 （2008年4月3日-2008年6月12日）           |                                                   |